# AmigaCD32

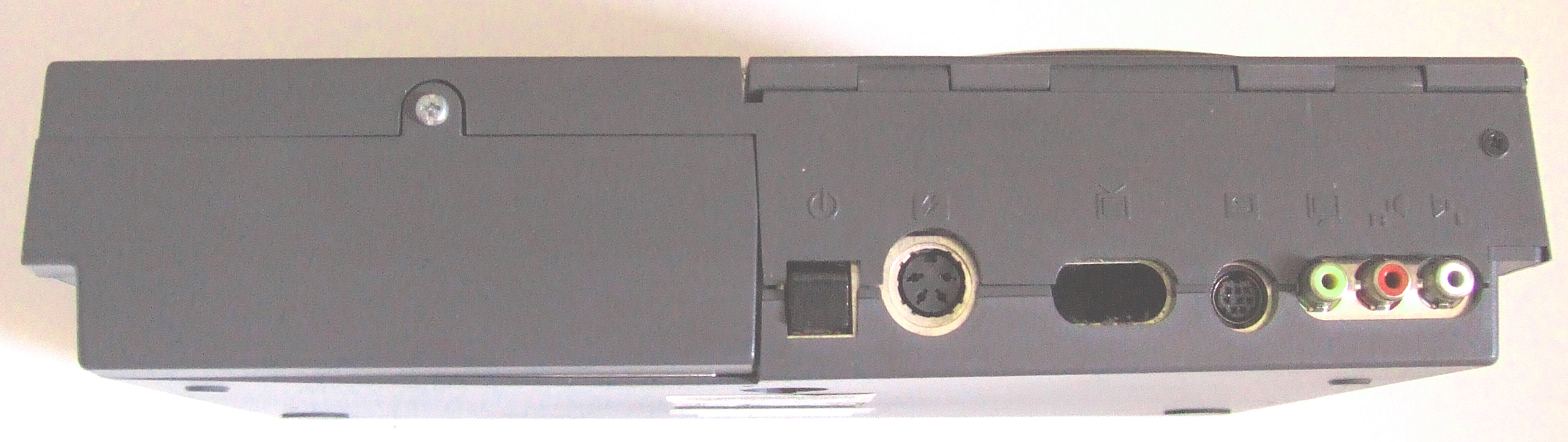
Conectores traseros

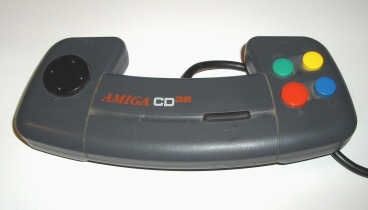
Gamepad

AmigaCD32 fue la primera videoconsola de 32 bits con CD-ROM en Europa. Fue lanzada en Europa en septiembre de 1993, pero la bancarrota de Commodore International en abril de 1994 causan que sea descatalogada. La CD32 era básicamente un Commodore Amiga 1200 sin disquetera ni teclado, teniendo en su lugar, un lector de CD. Aunque 3DO impulsó el lanzamiento de juegos para este formato, quedó rápidamente obsoleta, y fue la última de las máquinas que estaban basadas en la tecnología Amiga.
CD32 podía ser mejorada utilizando periféricos: ProModule, Paravision SX-1 y DCE SX-32 (que incluían opcionalmente un procesador Motorola 68030). Estos periféricos permitían transformar la consola en un ordenador personal Amiga 1200 y usarlo como tal.

## Usos de CD32
- 109 CD32 se instalaron en 1993 para ejecutar la exhibición interactiva del London Transport Museum, en el Covent Garden.[1] Proporcionaban información, animaciones, imágenes sonido y texto en diferentes lenguajes. El sistema fue producido por la compañía Index Information.[2]
- La academia de cursos de inglés Wall Street Institute también utilizó consolas AmigaCD32 para dar sus cursos en sus primeros años de andadura
- En 1995, Taurus Ventures Inc. en Burnaby, BC, desarrolló el sistema VanCity Direct TV basado en el CD32 para VanCity Credit Union. Cuenta con un módem personalizado, también diseñado por TVi.[3][4]

## Hardware
Módulo de video

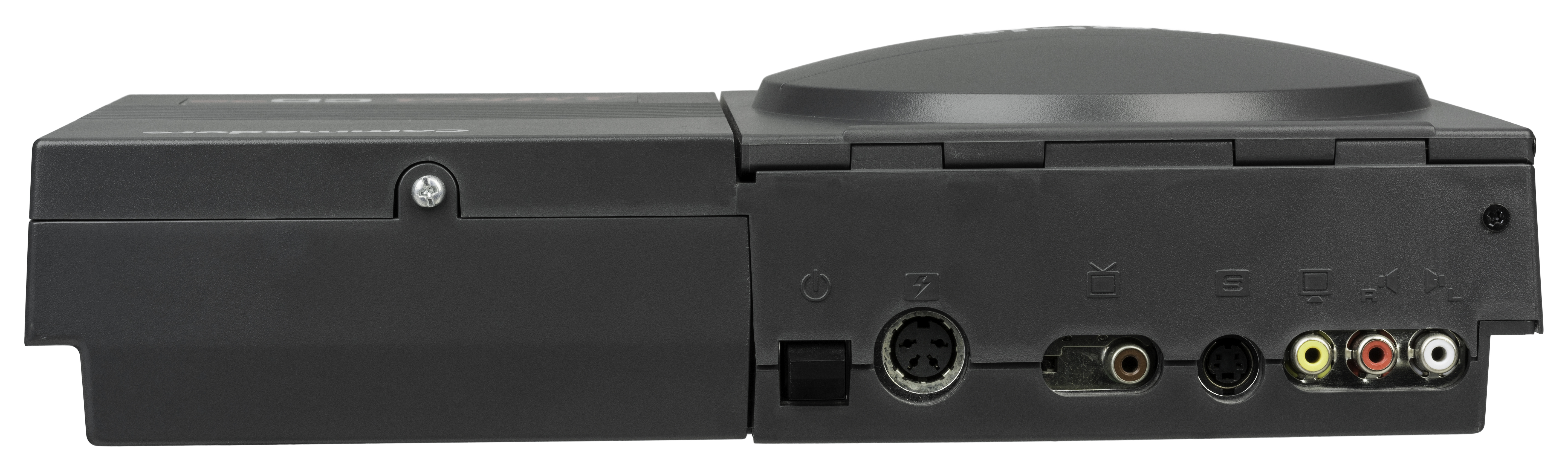
Parte posterior del CD32

La CD32 se vendió como "La primera consola de juegos de CD de 32 bits del mundo". Aunque si bien fue la primera consola en Europa y América con estas características, en Japón solo siete meses antes salió FM Towns Marty, una consola exclusiva de Japón. Sin embargo, el procesador Motorola 68EC020 del CD32 tiene un bus de datos de 32 bits tanto interna como externamente, pero el FM Towns Marty tenía un AMD 386SX que usa solo el bus de datos de 16 bits externamente, aunque el CPU sea de 32 bits. Sin embargo, debido a que el CD32 se entregó con una ram unificada de 2 MB compartidos entre el chipset y la CPU, lo que significa que la CPU presentaba de cuello de botella para acceder a la memoria, similar a un Amiga 1200 que funciona sin RAM "rápida" de 32 bits (CPU dedicada).

### Accesorios
El módulo de descompresión MPEG de Commodore para el CD32 agrega el soporte para reproducir video en formato en Video CD y CD+G, conectándose a un conector en la parte trasera de la consola incluye un chipset decodificador del codec MPEG de C-Cube incluye 1.5 MB de RAM de video extras. La unidad se presentó en la feria electrónica CeBIT de 1994, se vendió con un precio de alrededor de £200.
El CD32 se puede mejorar utilizando estos dispositivos:
- ProModule,
- Paravision SX-1,
- DCE SX-32 (que opcionalmente incluye CPU 68030)
- TF328
- TF330 de Terrible Fire (que añade un conector IDE de 2,5" y conector de teclado con 8Mb/64mb de FastRAM).

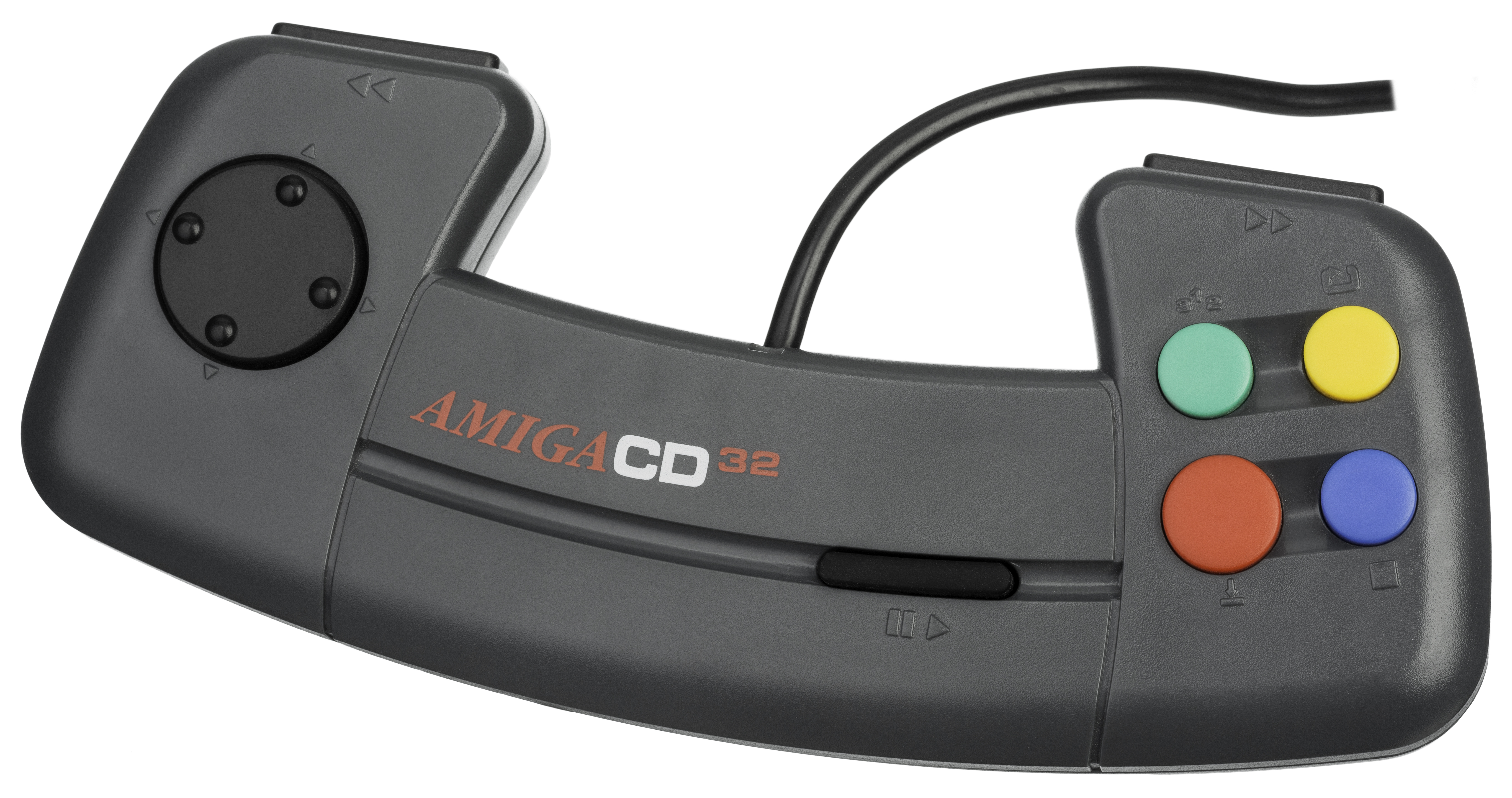
El controlador del CD32

Estos addons amplían las capacidades técnicas del Amiga CD32, permitiéndole utilizar accesorios típicos de computadoras de la época como disqueteras externas de 3,5", disco duros y un teclado IBM PC (se lanzó oficialmente un teclado de la marca CD32 que utilizaba el puerto AUX a la izquierda de la máquina). La Amiga CD32 podía convertirse en una computadora Amiga 1200 mediante la incorporación de todos los addons de terceros para lograr características de computadoras en una consola.
El módulo Paravision SX-1 parece haber sido diseñado para la CD32, según las especificaciones suministradas Commodore y no según las unidades de producción reales; no encajaba bien requiere una "modificación" interna para equiparlo correctamente. En consecuencia, el SX-1 puede soltarse si la consola no se maneja con cuidado. El paquete de expansión SX-32 actualizado (que incluía un procesador 68030 25 MHz ) resuelve estos problemas.
COMODORE evitando repetir el error anterior de ofrecer formas de convertir CDTV a una amiga A500 con kits de mejora,[cita requerida] Commodore por sí mismo no puso a disposición ningún hardware para ese propósito de convertir un CD32 a una A1200. Sin embargo, existen prototipos de diseños de hardware que lo hacían; iba a ser una unidad de CD-ROM externa para el A1200 que incorporaría el chip Akiko del CD32, convirtiendo así cualquier A1200 en un sistema compatible con CD32. El único prototipo conocido actualmente que sobrevive de la unidad CD1200 se encuentra en el Museo de Computación Retro de Leicester.
Además de sus propios controles originales, el Amiga CD32 es compatible con la mayoría de los controles diseñados para el estándar de puerto de joystick de Atari de los años 1980 y 1990, así como con ratones, ruletas Amiga y joystick previos.
Los CD creados para el CD32 cumplian con el modo 1 de nivel 2 de ISO 9660, aunque las extensiones Rock Ridge y Joliet no son compatibles.

## Especificaciones técnicas
- Procesador principal: Motorola MC68EC020 a 14,32 MHz
- Memoria RAM: 2 MB Chip RAM y 1 KB de RAM alimentado por pila interna durante el juego.
- Memoria ROM: 1 MB FlashROM con el Kickstart 3.1 versión 40.6 y un sistema de ficheros de CD
- Coprocesador: chipset AGA + Akkiko Utilizado para la conversión de modos de video.
- Sistema operativo AmigaOS 3.1
- Sistema de almacenamiento: lector de CD-ROM 2x (300 kb/s)
- Un puerto de extensión (para acelerador, disco duro, descompresora MPEG, SX1
- Sonido: 4 vías estéreo (2 a izquierda y 2 a la derecha)
- Conectores:
  - Dos tomas de joystick/mouse DE-9 en el lateral izquierdo
  - Minijack estéreo para auriculares (frontal)
  - Puerto auxiliar miniDIN de 6 pines que combina un RS-232 y un conector de teclado (como el del Commodore Amiga 4000
  - Fuente de alimentación externa
  - Modulador de televisión PAL/NTSC (excepto Francia)
  - Conector RCA para video compuesto y sonido estéreo
  - Conector S-Video (excepto Francia)
  - Conector RGB minidin 8 pines (sólo equipos comercializados en Francia)
  - Bus de ampliación
- Dimensiones : 21,2 X 31,1 X 8,1 cm
- Peso : 1,44 kg